# Šiatorská Bukovinka
Šiatorská Bukovinka (ungarisch Sátorosbánya) ist eine Gemeinde im Süden der Slowakei an der ungarischen Grenze, etwa 10 Kilometer südlich der Stadt Fiľakovo.
Sie liegt im mittleren Teil des Berglandes Cerová vrchovina im Tal des Flüsschens Belina.
Die Gemeinde entstand offiziell am 29. Januar 1959 durch Ausgliederung der Siedlungen Šiatoroš und Bukovinka aus der Gemeinde Radzovce und sollte den Namen Hranička bekommen. 1960 erhielt die Gemeinde dann ihren heutigen offiziellen Namen, der sich aus den Bezeichnungen beider Siedlungen zusammensetzt.
Die Ansiedlungen entstanden Ende des 18. Jahrhunderts und lagen auf den Fluren der im heutigen Ungarn liegenden Gemeinde Somoskőújfalu. Durch die Grenzziehung nach 1918 kam das Gebiet zur neu entstandenen Tschechoslowakei. Ab 1923 wurden Menschen aus den Orten Detva, Hriňová, Šoltýska und Kokava nad Rimavicou geworben, um sich auf neu erschlossenem Land anzusiedeln. Auch ein Heilbad wurde eröffnet.
Durch den Ersten Wiener Schiedsspruch kam das Gebiet abermals zu Ungarn; 1945 wurde dies aber wieder rückgängig gemacht.
Südlich des Ortes befindet sich ein Straßen- und Eisenbahngrenzübergang nach Ungarn, im Gemeindegebiet östlich des Ortes liegt die Burg Šomoška. Sie ist zwar nach dem ungarischen Ort Somoskő (Ortsteil von Salgótarján) genannt, liegt aber im slowakischen Territorium. Der Burghügel ist auch bekannt für den sog. Steinwasserfall, der als Naturreservat geschützt ist.

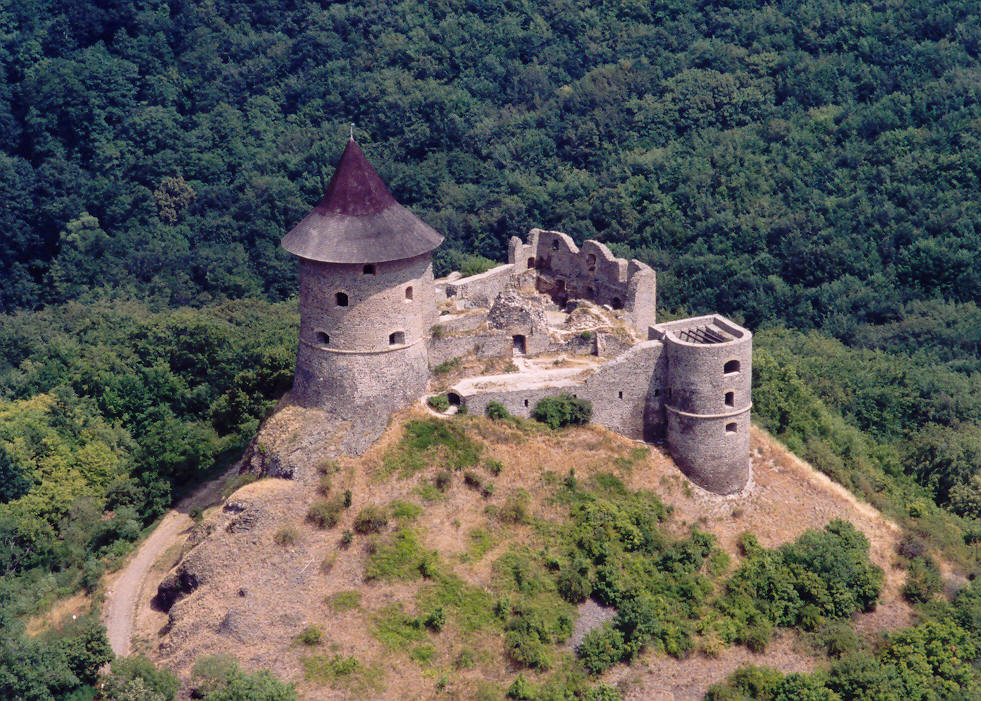
Burg Šomoška
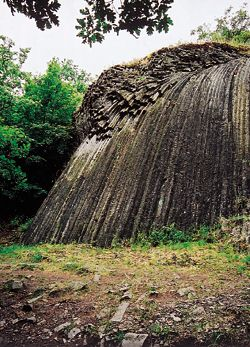
Der Steinwasserfall
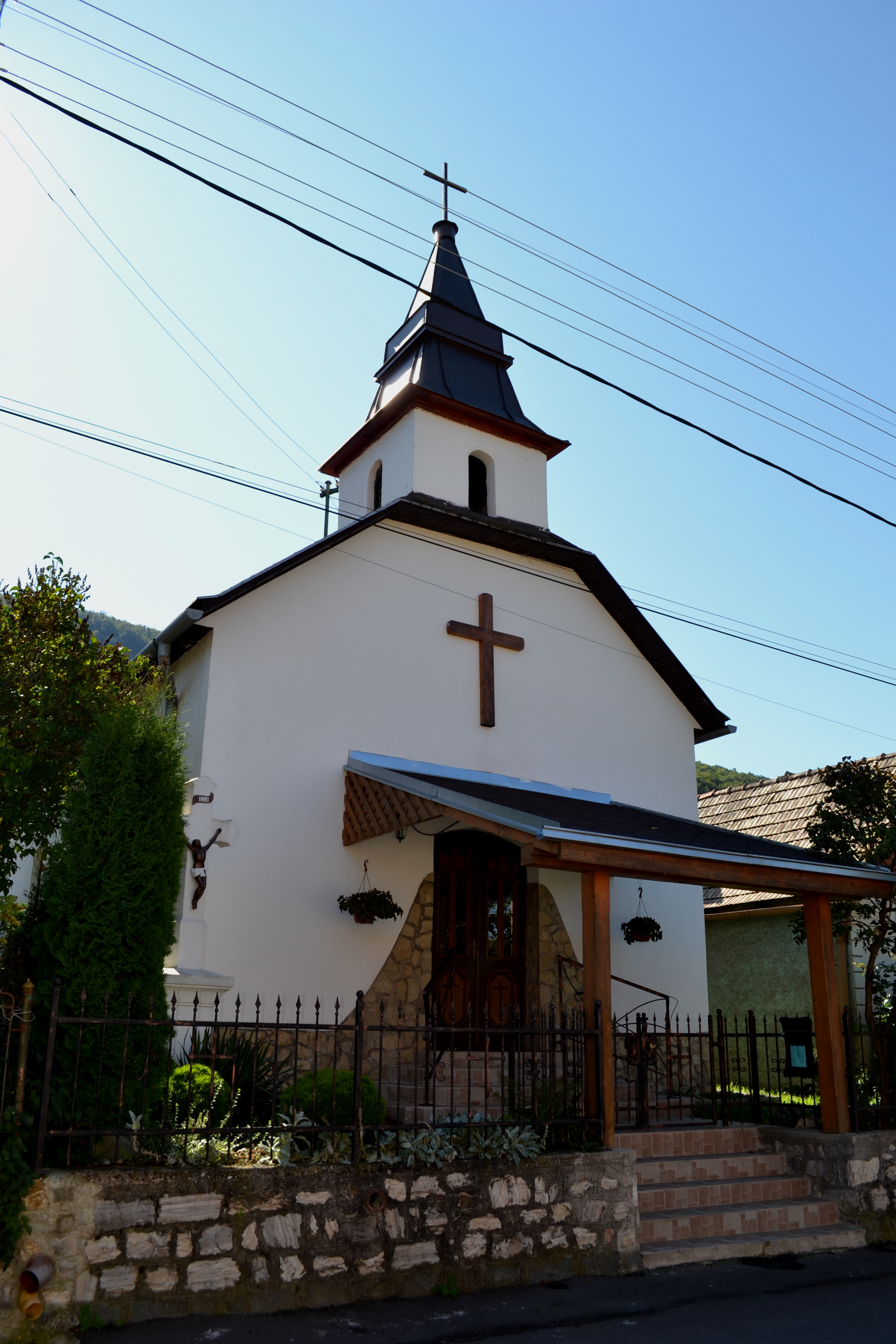
Kirche St. Peter und Paul in Šiatorská Bukovinka

## Bevölkerung
| Jahr                | 1994 | 2004     | 2014    | 2024     |
| ------------------- | ---- | -------- | ------- | -------- |
| Anzahl der Personen | 371  | 333      | 318     | 262      |
| Unterschied         |      | −10,24 % | −4,50 % | −17,61 % |

| Jahr                | 2023 | 2024    |
| ------------------- | ---- | ------- |
| Anzahl der Personen | 268  | 262     |
| Unterschied         |      | −2,23 % |